# Eunoë (Königin von Mauretanien)
Eunoë war eine im 1. Jahrhundert v. Chr. lebende Königin Mauretaniens.
Eunoë war die Gattin des zum römischen Feldherrn Gaius Iulius Caesar haltenden mauretanischen Herrschers Bogud. Der kaiserzeitliche Biograph Sueton behauptet unter Berufung auf den Geschichtsschreiber Marcus Actorius Naso, dass Caesar – vielleicht während dessen in der ersten Jahreshälfte 46 v. Chr. durchgeführtem letztem Feldzug in Nordafrika gegen die ihm widerstrebende Partei der Pompeianer – ein kurzes Liebesverhältnis mit Eunoë unterhalten und sie reich beschenkt habe. Möglicherweise war Eunoë als Geliebte Caesars vorübergehend an die Stelle Kleopatras getreten. Eunoës  Gemahl Bogud unterstützte Caesar dennoch weiterhin.